# Tillandsia 'Auravale'
Tillandsia 'Auravale' es un cultivar híbrido del género Tillandsia perteneciente a la familia Bromeliaceae.
Es un híbrido creado con la especie Tillandsia 'Eureka' × Tillandsia ixioides.